# Mertseger

Mertseger

Mertseger (anche Meretseger, Merseger, Mereretseger, Mereseger, Meresger e Mertsekert) è una divinità egizia appartenente alla religione dell'antico Egitto. Era la dea-cobra protettrice della necropoli di Tebe e il suo nome significa Colei Che ama il silenzio o, secondo un'altra interpretazione, Colei Che ama Colui che produce silenzio (Osiride); inoltre incarnava la collina che sovrasta la Valle dei Re, nota agli egizi come Ta-Dehent, ossia la Cima, sulla quale si riteneva vivesse. Ebbe grande prestigio durante il Nuovo Regno (1550 a.C. - 1069 a.C.) nella regione di Tebe, venendo considerata una divinità dalla natura terribile ma misericordiosa con i suoi devoti. Era talvolta associata ad Hathor, che pure era venerata come patrona della necropoli tebana, con l'epiteto di Signora dell'Occidente, vale a dire Signora dei morti, e Signora della necropoli.
| U7 · r | s | W11 · r | A2 |

 (mr.s-gr)
oppure
| U7 · r | O34 · t | W11 · r | A2 |

 (mr.s t - gr)

## Ruolo e culto
Mertseger era la patrona degli artigiani e operai del villaggio di Deir el-Medina, che costruivano e decoravano le grandi tombe reali e nobiliari. Le profanazioni delle ricche sepolture reali a scopo erano già in atto dall'Antico Regno (ca. 2680 - 2180 a.C.), talvolta ad opera delle maestranze stesse, quindi la genesi di Mertseger fu la spontanea necessità di individuare una dea custode delle tombe dei sovrani e degli aristocratici. Il suo culto, presente anche a Esna e Deir el-Medina, nacque nel Medio Regno (2055 - 1650 a.C.) e raggiunse il suo apice durante la XVIII dinastia. Era adorata dal popolo delle maestranze, che temeva molto l'ira della dea. Essendo una divinità locale, le erano dedicati solo piccoli templi rupestri, come quello situato sul sentiero che portava alla Valle delle Regine, e alcune stele con preghiere e richieste di perdono, oltre a varie cappellette proprio ai piedi della collina a lei dedicata e di cui era la personificazione.

### La collinaTa-Dehent

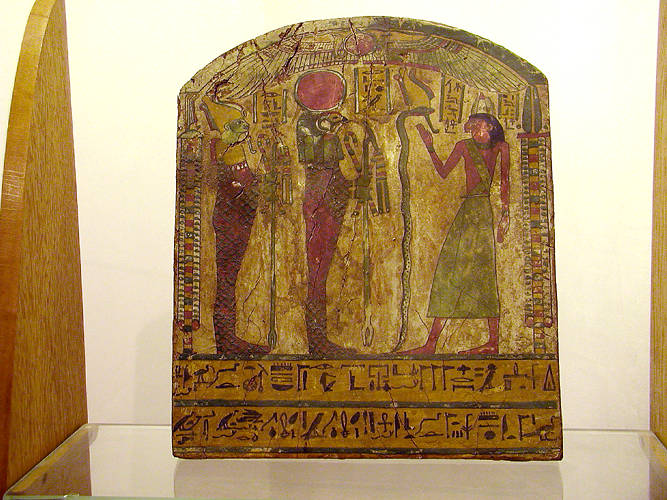
Stele di Djeddjehutefankh. Mertseger compare integralmente come serpente, con la corona atef e la barba posticcia, di fronte agli dei Sokar e Osiride. Ashmolean Museum, Oxford.

Mertseger era soprattutto associata alla collina di el-Qurn (il Corno), un picco naturale a forma di piramide (420m) che sovrasta la Valle dei Re, anticamente noto come Ta-Dehent, che significa la Cima; tale altura era sacra sia a Mertseger che ad Hathor, e si può ritenere che la prima ne fosse la personificazione. Per questo motivo uno dei tanti appellativi di Mertseger era la Cima:
| t | A | d · h | n · t | D1 |

 (tꜣ dhnt)

cioè il nome stesso della collina; era inoltre invocata come Cima dell'Occidente. Sono state rinvenute numerose piccole stele create dagli artigiani e operai come attestati di devozione alle loro divinità di preferite: oltre a Mertseger, Amon, Hathor, Thot e il faraone divinizzato Amenofi I, il cui culto molto sentito a Deir el-Medina.

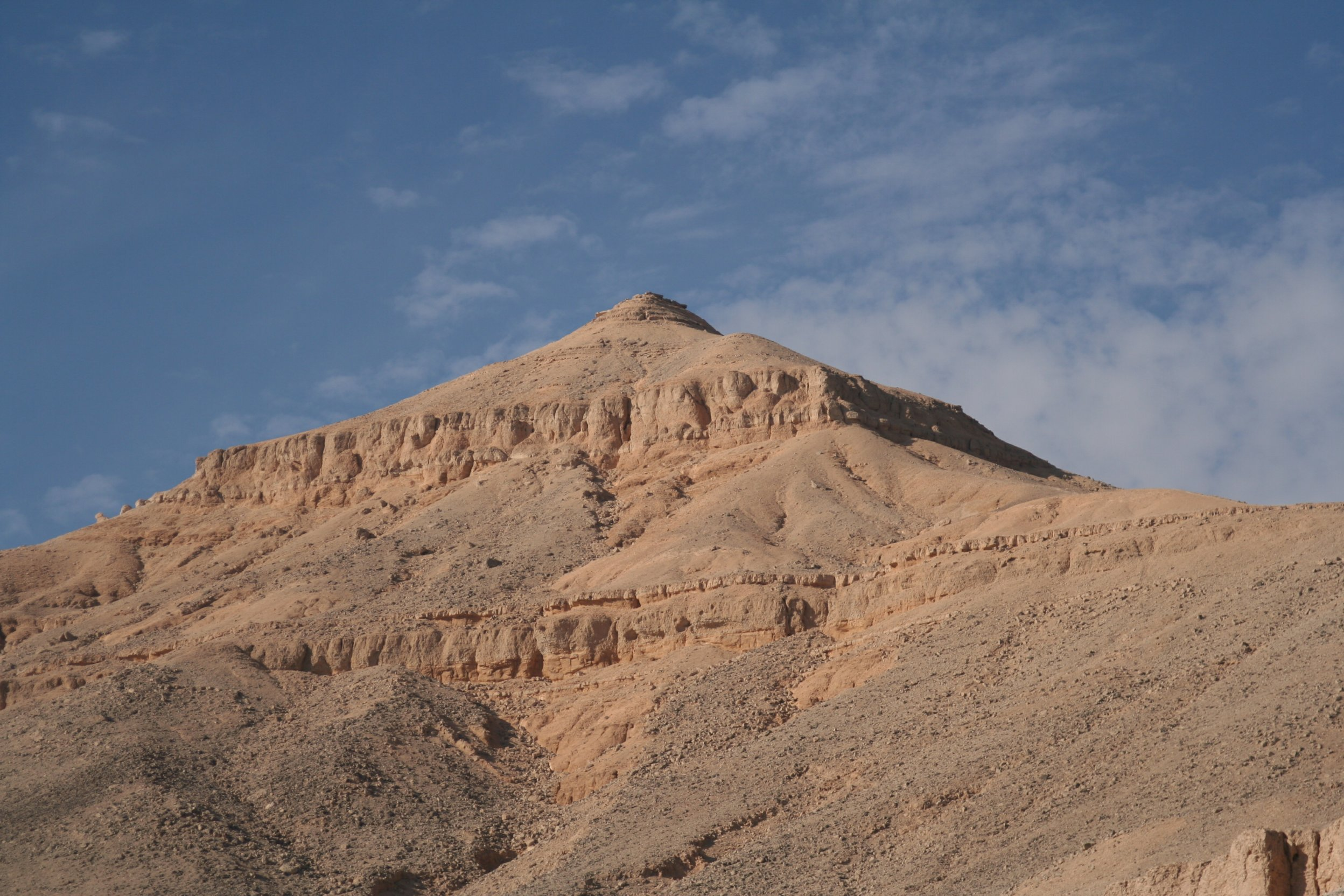
La collina di el-Qurn all'accesso della Valle dei Re, nota agli egizi come Ta-Dehent, ossia la Cima, impersonata dalla stessa dea Mertseger.

### La stele di Neferabu
Si credeva che Mertseger punisse gli operai che commettevano il sacrilegio di sottrarre qualcosa dalle tombe o dai cantieri, così come coloro che venivano meno a un giuramento, avvelenandoli con il suo morso. Ma era anche generosa nel perdonare chi le rivolgeva pentito e, in questo caso, lo sanava dal male fisico. È il caso del disegnatore Neferabu, che sarebbe stato guarito dalla cecità dopo aver implorato Mertseger, come egli stesso ebbe modo di attestare sulle stele a lei dedicata:
(Stele di Neferabu)
È interessante notare quanto fossero inusuali, nei rapporti degli egizi con le loro divinità, i concetti di peccato, pentimento e perdono; tali caratteristiche del culto di Mertseger appaiono caso isolato.

### Epiteti

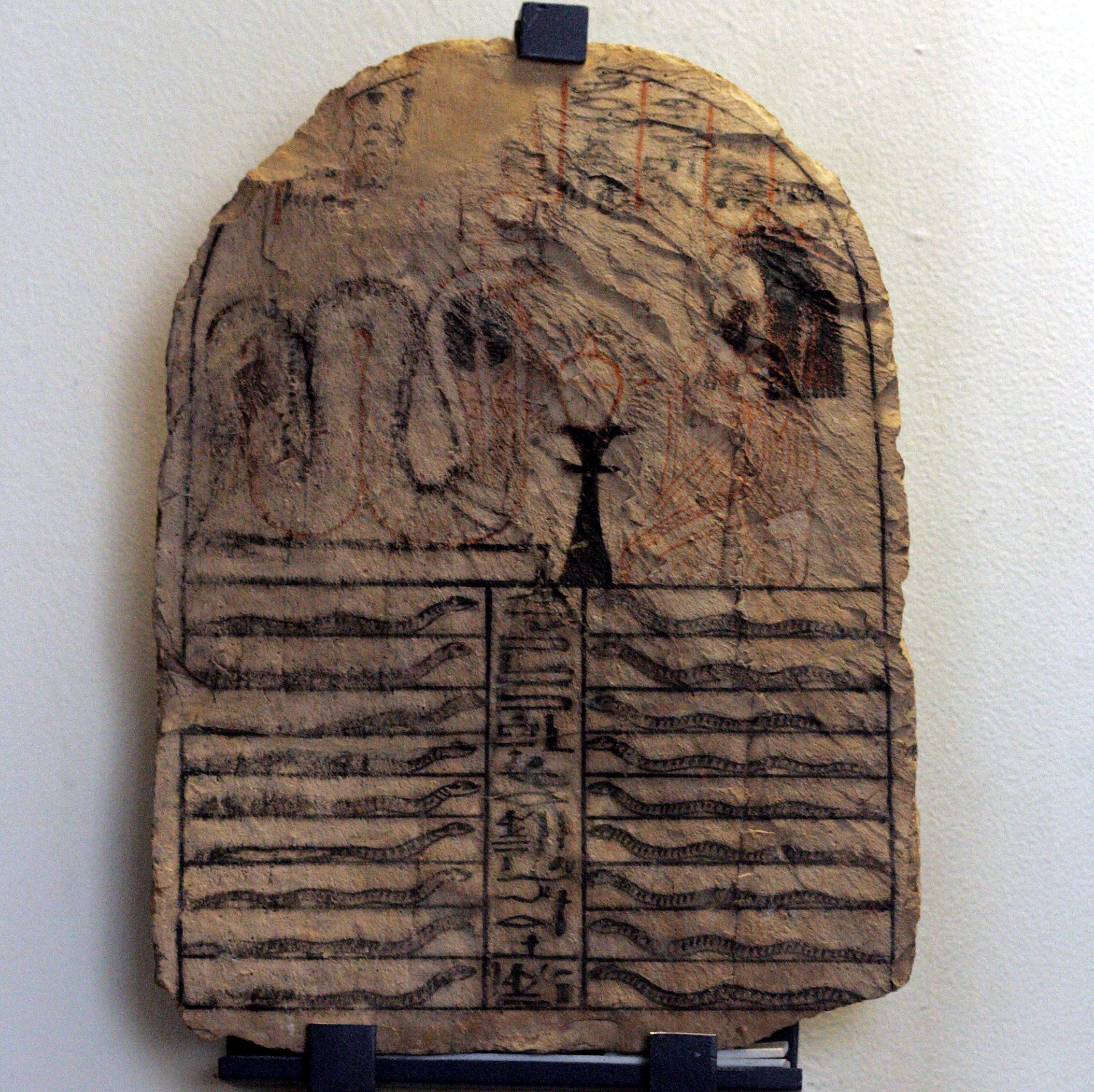
Stele con raffigurazione di Mertseger, qui rappresentata integralmente come cobra, venerata da una donna. Museo del Louvre, Parigi.

Riceveva un numero considerevole di epiteti:
- "Signora degli alimenti."
- "Divina Madre e Grande Madre."
- "Signora di generazioni e di innumerevoli manifestazioni."
- "Grande di magia, Signora del palazzo."
- "Signora di ciò che esiste, che conosce i geroglifici che sono numerosi."
- "Bella Dehenet" [la collina di el-Qurn].
- "Signora della Dehenet."
- "Grande Dehenet dell'Occidente tebano."

### Tempio rupestre a Deir el-Medina
Il suo tempio rupestre a Deir el-Medina era formato da una serie di caverne poste a semicerchio, le cui volte però crollarono a causa di terremoti e sulle pareti esterne conserva tutt'oggi numerose stele regali mentre una gran quantità di frammenti sono stati repertoriati e distribuiti a vari musei. Sovrastante il tempio vi è una roccia con la forma di testa di serpente. La gran quantità di materiale rinvenuto, ci conferma che il tempio era molto frequentato e celebre.

## Iconografia

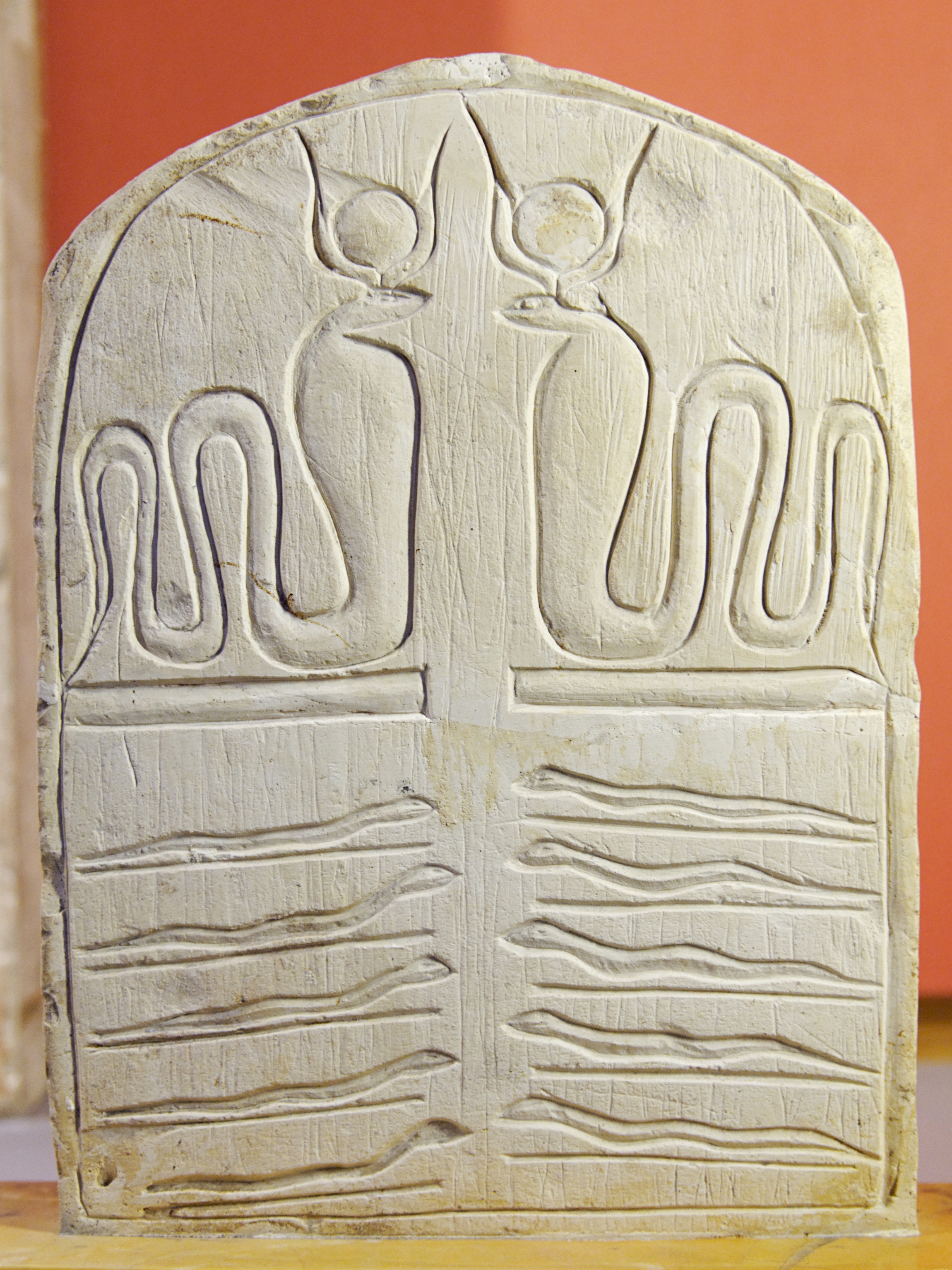
Stele calcarea raffigurante la dea Mertseger sotto forma di cobra coronati dal disco solare, insieme ad altri serpenti. Museo del Louvre, Parigi.

Veniva talvolta raffigurata come donna dalla testa di cobra, sebbene tale iconografia risulti piuttosto rara; in tal caso poteva impugnare lo scettro uadj o lo scettro uas, oltre ad avere la testa sormontata da una piuma ed essere armata di due coltelli. Più comunemente, veniva raffigurata come serpente o scorpione dalla testa di donna, sfinge dalla testa di cobra, cobra con testa di leone o cobra a tre teste (di donna, di serpente e di avvoltoio). In varie stele reca sulla testa il modio con il disco solare e due piume; in altre reca la corona hathorica. Le principali rappresentazioni artistiche di Mertseger si trovano all'interno di tombe, fra le quali:
- di Tausert e Sethnakht (KV14), dove viene raffigurata genuflessa[22];
- di Ramesse VI (KV9), raffigurata mentre riceve offerte parte del faraone, insieme a Khonsu, Amon-Ra, Ptah-Sokar e Ra-Horakhty[23];
- di Ramsse X (KV18), dove è rappresentata con Ra-Horakhty[24];
- di Ramses IX (KV4), dove compare accanto a Ra numerose divinità[25];
- di Userhat, Primo Profeta del Ka Regale di Thutmose I, dove è mostrata accanto a Montu[26].

La statua più importante di Mertseger la raffigura integralmente come cobra, con il capo sormontato dal disco solare e da corna (riferimento alla dea Hathor), in atteggiamento protettivo nei confronti del faraone Amenofi II, della XVIII dinastia. Compare anche su una stele oggi al Museo gregoriano egizio, dove è raffigurata posta su un naos con corpo leonino e testa di serpente.